# Xz
xz je souborový formát pro bezztrátovou kompresi využívající algoritmus LZMA2. Podobně jako gzip a bzip2 je určen ke kompresi jediného souboru, nikoliv pro sbalení více souborů do jednoho archivního souboru. Lze ho ovšem použít pro kompresi archivu vyrobeného z více souborů například běžnými UN*Xovými programy tar nebo cpio.
Formát xz je například používán pro kompresi balíčků ve Fedoře, Arch Linuxu, Debianu a Slackware.
Je k dispozici implementace XZ Utils zveřejněná pod svobodnými licencemi, přičemž její jádro liblzma je volným dílem. Tato implementace se v roce 2024 málem stala vektorem rozsáhlého hackerského útoku, když v ní byla nalezena zadní vrátka.